# Ганнес Генцен
Ганнес Генцен (нім. Hannes Gentzen; 1906 — 26 травня 1940, Невшатель, Франція) — німецький льотчик винищувальної авіації, майор люфтваффе.

## Біографія
Льотну підготовку проходив у секретній льотній школі рейхсверу в Липецьку. 1 травня 1939 року призначений командиром 102-ї винищувальної групи, на озброєнні якої перебували винищувачі Bf.109D. Учасник Польської кампанії. Першу перемогу здобув 4 вересня 1939, збивши польський бомбардувальник PZ-P37B (того ж дня Генцен збив також ще один бомбардувальник та винищувач Р.11). 14 вересня 1939 року знищив ще 4 бомбардувальники, а його підлеглі — ще 1 бомбардувальник у повітрі та 9 літаків на землі. Генцен став найкращим німецьким асом Польської кампанії, після закінчення якої був перекинутий на Захід. В лютому 1940 року група Генцена була перекинута в Бонн, де отримала Bf.110 і була переформована в 1-у групу 2-ї винищувально-штурмової ескадри. За 2 тижні Генцен довів рахунок збитих літаків до 18. Під час атаки аеродрому в Невшателі у його літака заглух двигун і він звалився на злітну смугу; всі члени екіпажу загинули. На момент своєї смерті Генцен був найрезультативнішим льотчиком люфтваффе.

## Нагороди
- Медаль «За вислугу років у Вермахті» 4-го класу (4 роки)